# Pentosanpolysulfat-Natrium
Bei Pentosanpolysulfat-Natrium, verkürzt Pentosanpolysulfat (PPS) handelt es sich um ein pflanzliches, aus Buchenrinde synthetisiertes Heparinoid. Chemisch ist Pentosanpolysulfat (PPS, (1→4)-β-Xylan-2,3-bis(hydrogensulfat) mit einem 4O-Methyl-α-D-Glucuronat) ein halbsynthetisches polysulfatiertes Xylan, also ein großes Molekül aus aneinandergehängten Zuckermolekülen (Polysaccharid) mit Schwefelbestandteilen. Pentosanpolysulfat wird als Arzneistoff zur Behandlung bei Interstitieller Cystitis, bei Thrombosen und Osteoarthritis verwendet. Eine weitere Verwendung ist in der Veterinärmedizin die Behandlung von Arthrose bei Hunden und Pferden. Das Arzneimittel ist seitens des ATC-Codes (B01AX05) der gleichen Klasse von Antikoagulantien wie das vollsynthetische Pentasaccharid Fondaparinux zuzuordnen. Das Kalziumsalz von PPS war eines der ersten krankheitsmodifizierenden Osteoarthritis-Medikamente.

## Klinische Angaben

### Anwendungsgebiete
Pentosanpolysulfat wird als Medikament zur Behandlung der Interstitiellen Cystitis eingesetzt. Ein weiteres Einsatzgebiet sind thromboembolische Erkrankungen, z. B. die Behandlung von Krampfadern und oberflächlicher Thrombophlebitis, von postthrombotischen oder posttraumatischen Ödemen, von Hämatomen nach Prellungen und Verstauchungen und Hämorrhoiden.

#### Interstitielle Cystitis / chronisches Blasenschmerzsyndrom
Interstitielle Cystitis / chronisches Blasenschmerzsyndrom, englisch Bladder Pain Syndrom (IC/BPS), ist eine nichtinfektiöse chronische Entzündung der Harnblase, verursacht durch Dysfunktion / Beschädigung der Schutzschicht des Urothels, der sogenannten Glycosaminoglycanschicht. Symptome sind häufiges Wasserlassen in kleinen Mengen (Pollakisurie), häufiges nächtliches Wasserlassen (Nykturie) und schwer beherrschbarer (imperativer) Harndrang, Druck und/oder Schmerzen, schmerzhafter Geschlechtsverkehr (Dyspareunie), Schmerzen und/oder Beschwerden beim Sitzen.
PPS ist das einzige orale Medikament, das von der U.S. Food and Drug Administration (FDA) seit 1996 für die Behandlung von IC/BPS zugelassen ist. Das Medikament ist unter dem Namen elmiron als Kapseln oder zur direkten Infusion in die Blase erhältlich. Die Europäische Arzneimittel-Agentur (EMA) hat den Wirkstoff Pentosanpolysulfat im Oktober 2017 für die Therapie der IC/BPS zugelassen.
Eine Überprüfung in vier Placebo-kontrollierten Studien kam zu dem Schluss, dass PPS oral eingenommen bei Schmerzen, Dringlichkeit und Häufigkeit des Wasserlassens signifikant effektiver wirkte als Placebo, sich die Wirkung bei nächtlichen Toilettengängen (Nykturie) aber nicht von Placebo unterscheidet.

#### Hämorrhagische Zystitis nach der Strahlentherapie
Pentosanpolysulfat hat sich auch bei der Behandlung der als Nebenwirkung von Strahlentherapie verursachten hämorrhagischen Blasenentzündung als wirksam erwiesen. Auch über Erfolge bei Behandlung der hämorrhagischen Blasenentzündung bei Kindern nach Chemotherapie im Zusammenhang mit einer Stammzellentransplantation wurde berichtet.

#### Prostatitis
Bei Patienten, die an chronischer Prostatitis oder chronischem Beckenschmerzsyndrom leiden, scheint Pentosanpolysulfat, dreimal täglich in einer Dosierung von 300 mg über einen Behandlungszeitraum von 4 Monaten oral eingenommen, zu einer Verbesserung der Schmerzsymptome zu führen.

#### Osteoarthritis
Erstmals 1988 wurde PPS als chondroprotektives Medikament erwähnt. 1999 wurde ergänzend eine detaillierte Begründung für die krankheitsmodifizierende Aktivität dieses Moleküls veröffentlicht. Der Mechanismus der PPS-Wirkung bei Arthrose hat viele Faktoren. Im Vordergrund stehen sowohl die Stimulation der Knorpelmatrixsynthese als auch die Prävention gegen den Knorpelabbau. Es existieren auch systemische Effekte auf die Blutfette und die Fibrinolyse, die helfen können, den subchondralen Kreislauf zu reinigen. Calciumpentosanpolysulfat (CaPPS) wurde bei oraler Einnahme nachweislich besser aufgenommen als das Natriumsalz. In experimentell entzündeten Kaninchengelenken hielt es den Proteoglykangehalt im Gelenkknorpel aufrecht.

### Gegenanzeigen
Bei Überempfindlichkeit / Allergie gegenüber Natrium-Pentosanpolysulfat oder dem Wirkstoff Heparin sollte PPS nicht verwendet werden. Auch bei bestehenden Blutungen – gilt nicht für die Monatsblutung – ist PPS kontraindiziert. Bei Patienten, mit Blutungsrisiko vor einer Operation, bei Anzeichen einer Gerinnungsstörung, bei erhöhter Blutungsneigung aufgrund anderer Medikamente, bei Patienten mit durch Heparin verursachter reduzierter Anzahl an Blutplättchen und Patienten mit reduzierter Leber- oder Nierenfunktion darf die Einnahme nur nach Nutzen-Risiko-Abwägung und Kontrolle durch den Arzt erfolgen.

### Wechselwirkungen mit anderen Medikamenten
Von den in Deutschland verfügbaren Medikamenten mit Pentosanpolysulfat sind bei oraler Einnahme keine Wechselwirkungen mit anderen Medikamenten und Wirkstoffen bekannt.

### Unerwünschte Wirkungen
Nebenwirkungen, über die von Patienten berichtet wird, die PPS oral eingenommen haben, sind Magen-Darm-Beschwerden wie Durchfall, Sodbrennen und Magenschmerzen, Haarausfall, Kopfschmerzen, Ausschlag und Schlaflosigkeit. Wegen der antikoagulierenden Wirkung von elmiron berichten einige Patienten über Blutergüsse. Vor chirurgischen Eingriffen sollte geprüft werden, ob die Einnahme des Medikaments eingestellt wird, um das Risiko von Blutungen zu verringern.
Seit 2018 wird verschiedentlich über eine mit Sehverschlechterung einhergehende Makulopathie, eine Erkrankung der Makula, der Stelle des schärfsten Sehens in der Netzhaut, berichtet. Der Befund scheint zeit- und dosisabhängig zu sein, wobei die angegebenen Zeiten und Dosen erheblich variieren, genauso wie die daraus abgeleiteten Prävalenzen. Ein ursächlicher Zusammenhang zwischen der Erkrankung, der Einnahme von Pentosanpolysulfat und dem Auftreten einer Makulopathie konnte aber bisher nicht nachgewiesen werden.

## Pharmakologische Eigenschaften

### Wirkungsmechanismus

#### Wirkungsmechanismus Interstitielle Cystitis / Painful Bladder Syndrom
Angenommen wird, dass PPS wirkt, indem es auf der beschädigten Blasenwand eine Schutzschicht bildet. In seiner Struktur ähnelt PPS der natürlichen Glykosaminoglykanbeschichtung der inneren Oberfläche der Blase. Indem diese ersetzt oder repariert wird, wird ihre Durchlässigkeit verringert. Durch die Beschichtung wird verhindert, dass Urintoxine die darunter liegenden Zellschichten reizen. Nachgewiesen wurde dieser Mechanismus, indem man die innere Oberfläche der Blasen weiblicher Ratten mit Acrolein reizte. Wenn die Ratten mit PPS vorbehandelt wurden, war der Schaden viel geringer. Kalium Sensitivitätstests (PST) zeigten bei den meisten Patienten mit IC eine abnormale Zellfutterpermeabilität und eine signifikante Reduktion der Permeabilität nach erfolgreicher PPS-Therapie. Ein weiterer möglicher Mechanismus der Wirkung von PPS bei der IC besteht darin, die Entzündungsreaktion der Blasenzellen zu hemmen, entweder durch indirekte Blockade der Aktivität von Mediatoren wie NF-κB durch Verhinderung eines Zustroms von Mastzellen oder durch Verhinderung der Freisetzung von Histamin durch Mastzellen.

### Aufnahme und Verteilung im Körper
Das Natriumsalz von PPS hat bei oraler Einnahme eine geringe biologische Verfügbarkeit. Untersuchungen, die 2005 von Alza Pharmaceuticals vorgestellt wurden, zeigten, dass 94 % der Medikamente im Stuhl ausgeschieden wurden, was bedeutet, dass 6 % über den Urin und in Kontakt mit der Blase ausgeschieden wurden. Das Medikament scheint am effektivsten zu wirken, wenn es über mehrere Monate eingenommen wird. Weiterhin wurde PPS im Rahmen einer „rescue instillation“ untersucht, die direkt in der Blase platziert wird und möglicherweise eine bessere Wirksamkeit bieten kann. Die 2005 vorgestellte Forschung zeigte, dass PPS durch diese Instillation eine 90%ige Wirksamkeit bei der Reduktion der Symptome von IC-Patienten aufweist.

## Handelsnamen
Zu den Markennamen gehören elmiron (als Natriumsalz), Hemoclar, Anarthron, Fibrase, Fibrocid, Thrombocid und SP54. PPS-Kapseln werden in Indien unter den Markennamen Comfora, Pentossan-100, Cystopen und For-IC vertrieben. Im Veterinärbereich wird Pentosanpolysulfat als Cartrophen Vet und Sylvet von Biopharm Australia, Pentosan von NaturVet Australia, Anarthron von Randlab Australia und Zydax von Parnell verkauft.